# Átalo II de Pérgamo
Átalo II Filadelfo (220 a.C. - 138 a.C.)  foi um rei de Pérgamo, da dinastia atálida.

## Família
A dinastia atálida começou com o eunuco Filetero, que governava Pérgamo a comando de Lisímaco, mas foi forçado a se rebelar por causa das intrigas de Arsínoe, esposa de Lisímaco. Filetero foi sucedido por seu sobrinho Eumenes I, filho de Eumenes, irmão de Filetero.
Eumenes I foi sucedido por seu primo, Átalo I, filho de Átalo, o irmão mais jovem de Filetero. A mãe de Átalo I era Antióquida, filha de Aqueu.
Átalo I teve quatro filhos com Apolonis, uma mulher de Cízico: Eumenes II, Átalo II, Filetero e Ateneu; Eumenes II sucedeu a Átalo I.

## Reino de Eumenes II
Eumenes II casou-se com Estratonice, filha de Ariarates IV, rei da Capadócia, e eles foram os pais de Átalo III.
Eumenes II enviou Átalo II e outros irmãos como embaixadores a Roma, durante sua disputa com Pharnaces. Quando Pharnaces atacou, Átalo e seu irmão voltaram a Pérgamo. Enquanto Átalo se preparava para a batalha, aliado a Ariarates, rei da Capadócia, chegaram legados de Roma para fazer a paz, e Átalo foi enviado aos romanos.

## Regência
Quando Eumenes II morreu, por ser Átalo III muito jovem, Átalo II tornou-se guardião do sobrinho e regente.
Átalo II auxiliou Demétrio I Sóter (filho de Seleuco IV) em sua luta contra Alexandre Balas (filho de Antíoco IV Epifânio), no trono do Império Selêucida e foi um aliado dos romanos na luta contra o falso Filipe.
Em uma expedição à Trácia, ele derrotou e capturou Diegylis, rei dos Caeni.
Prúsias II atacou Átalo, rei do Pérgamo, mas foi obrigado pelo senado romano a restituir o território capturado e pagar uma multa. Prúsias enviou seu filho Nicomedes II para Roma, para tentar evitar pagar a dívida com Pérgamo, mas resolveu matar Nicomedes, quando este estava em Roma, para que seus filhos de um segundo casamento o sucedessem. Átalo II destruiu Prúsias II ao incitar seu filho Nicomedes II a se rebelar contra o pai.

## Morte
Átalo II viveu até uma idade avançada, e governou por vinte anos, deixando o reino para seu sobrinho Átalo III, de quem ele era guardião.